# Nikolaj Andersen
Nikolaj Andersen, född 1862 och död 1919, var en dansk språkman och författare.
Vid sidan av sin förtjänstfulla verksamhet som sekreterare sedan 1900 i Foreningen til det danske Sprogs Bevarelse i Nordslesvig företog Andersen ingående studier över sönderjyska dialekter och offentliggjorde bland annat Den musikaliske Accent i Östslesvigsk (Dania 1897) och Det danske Sprogs Indflydelse paa Höjtysk i Nordslesvig (Dania 1899). Andersen författade även dikter och noveller på sönderjysk dialekt, de förra efter hans död samlade i Sönderjydske Digte paa Folkeproget (1920).